# Scaphophyllum
Scaphophyllum là một chi rêu trong họ Jungermanniaceae.